# Ischnocampa tristis
Ischnocampa tristis là một loài bướm đêm thuộc phân họ Arctiinae, họ Erebidae.